# Bronte Halligan
Bronte Riley Halligan, född 12 augusti 1996 i Sydney, är en australisk vattenpolospelare. Hon ingick i Australiens damlandslag i vattenpolo vid olympiska sommarspelen 2020 och 2024.
Halligan inledde studierna vid University of Sydney där hon spelade för Sydney Uni Water Polo Club som också kallas Lions och sedan fortsatte hon att studera vid University of California, Los Angeles där hon spelade för UCLA Bruins. Hon har senare studerat vid University of New South Wales och spelat för UNSW Wests Killer Whales.
Halligan tog VM-brons i Gwangju 2019 och sedan debuterade hon i OS-sammanhang två år senare i Tokyo i den på grund av covid-19 uppskjutna OS-turneringen där Australien var femma. Därefter blev det OS-silver i damernas turnering i vattenpolo vid olympiska sommarspelen 2024.
Bronte Halligan är dotter till Daryl Halligan som har spelat i Nya Zeelands herrlandslag i rugby league.